# Lecidea fuliginosa
Lecidea fuliginosa är en lavart som beskrevs av Taylor. Lecidea fuliginosa ingår i släktet Lecidea och familjen Lecideaceae.  Arten är reproducerande i Sverige. Inga underarter finns listade i Catalogue of Life.